# 語言群落

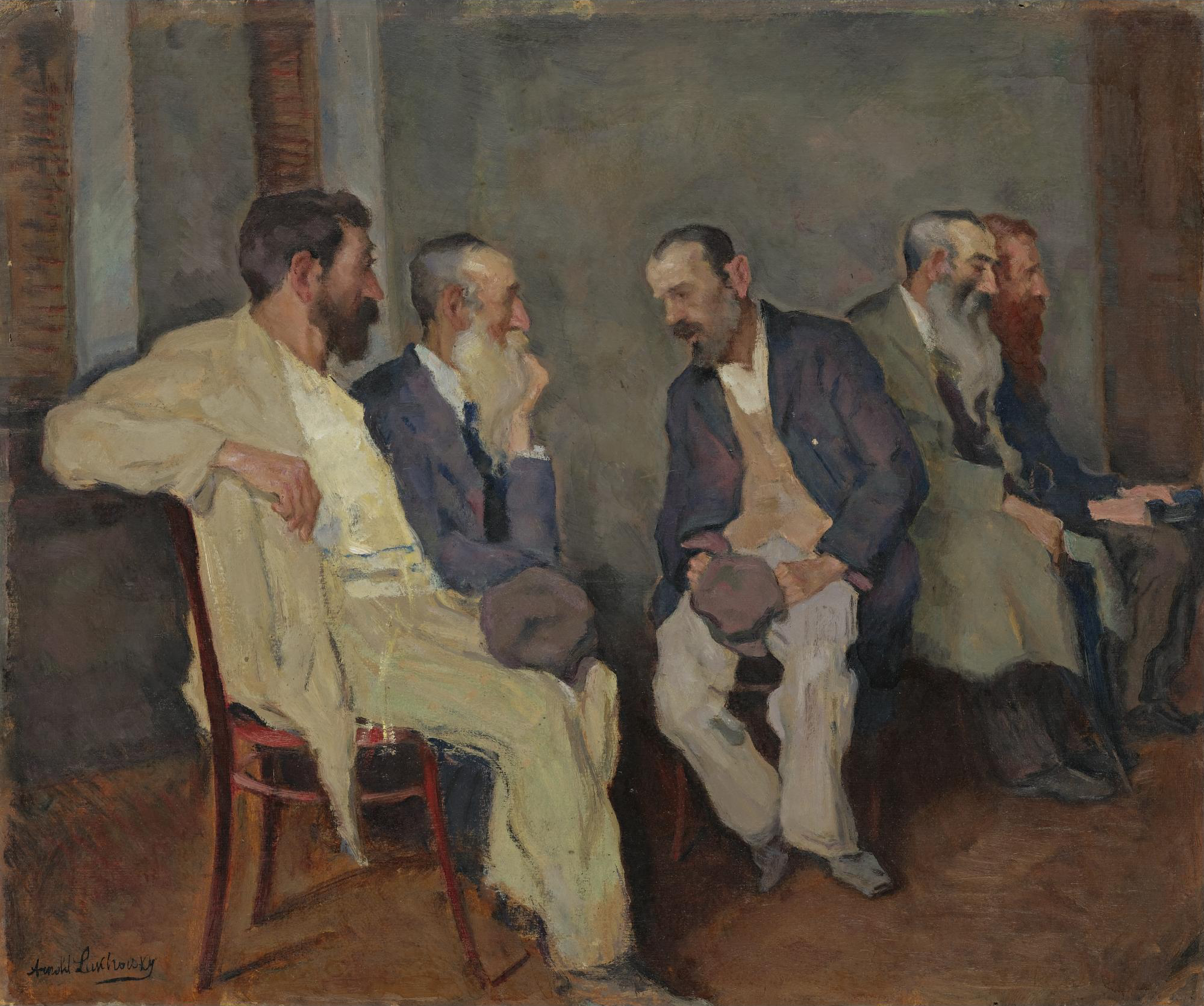
《对话》（Arnold Lakhovsky，c.1935年）

語言群落（英語：speech community）是指一群人共同使用一系列的特定语言，這種特定語言含有語言规范（linguistic norms）和語言期望。这个概念主要与社会语言学和人类语言学有關。

## 定義
語言群落的研究文献將語言群落定義為不同程度的下列兩個重點：
- 由群落成员組成的。
- 由共同的语言沟通組成的。

一个典型的語言群落可以是一个小城镇，社會語言學家William Labov則指出，一個大型的都市地区（例如：纽约市），也可以成為一個單一的語言群落。
語言群落早期的定义往往以地區為界，用以區別一些在地的、一起生活並走向共同語言規範的人類群体，因为他们都生活在同一個在地社區。也假设在社区内應該存在有一系列的规范。但後來的研究陸續推翻或擴展了這些假设，目前的研究認為，一个人隨著他們在生活的不同時期，會同時加入各种不同的語言群落。每个不同的語言群落也具有不同的規則，人們往往只會共享語言群落的其中的一部分。語言群落也可以超越地方侷限，並無限擴展，並可以包括不同的語言子群落，与一些不同的語言規則。已經確認的研究指出，發言者可以透過积极的使用语言、發送語言訊號給群落的成員，來建立并操纵自己的社会身份。隨著全球化的發展，「有界的語言群落」這個概念已經在很大程度的因人口的可流動性而被「無界的語言群落」所取代。
一个語言群落共享了期特定的語言规范，並通过生活和社會關係的影響，由於群体的互动频繁，可能會形成某些共同的准则和意识形态。这些群體可以是村庄、国家、政治或专业社团、社区或具共同利益者、興趣、生活方式或甚至只是一群朋友。语言群落可以分享特定的词汇和语法公约，以及语音的风格和类型，并且对于如何說、何时说具有特定方式的共同的規範。方言就是一種因地方群落所產生的語言變體。

## 语言變體
語言群落的概念通常被當成定義分析單元的工具，以在分析單元內分析語言變體和改變。基於群體的種族和社會地位、共同利益、來自群體內部或較大社會的期望程度等因素，語言群落的文體特徵各不相同。
共同利益和禮儀拘謹的程度也會導致言語群落之間的文體差異。舉例來說：在西方文化中，一个法律办公室的雇員會比一個從事滑板活動的青少年有可能使用更多的正式语言，因為大多數西方人都期望法律從業者比青少年朋友擁有更多形式和專業。特定活動中使用的特殊語言在語言學中稱為語域；在一些分析中，語域的發言群體被稱為話語社群（discourse community）。同时「語言群落」一詞被保留，並用於通過出生、收養繼承的一種语言或方言。

## 歷史與演變
「語言群落」這個概念在1960年代開始在語言學分析中出現。

### John Gumperz
John Gumperz描述了方言學家對歷史語言學中的主導方法提出質疑，該主導方法將語言群落視為同質、地方化的實體，並基於一種「下降及修改」以及「共享創新」的原則繪製整齊的樹狀圖。方言學家則偏好於通過傳播擴散的方言特徵，並認為社會因素對於方言特徵的傳播有關鍵的影響。他们也認為方言特徵是有一個中心，並透過類似波浪的形似擴散，而且在一個社區中，會存在有几種不同的方言特徵彼此相互竞争。這種見解促使Gumperz將「語言群落是一個單一語言變體的群落」這種概念進行問題化，並尋求其他異質性的定義。 这可以透過聚焦於言語方面的互动來進行，因为語言的互動的會形成語言特徵傳播及擴散的路径。Gumperz在其演講中定義語言群落：
任何人類聚合體，其特徵在於通過共同的語言符號體系進行定期和頻繁的互動，並通過語言使用差異可以從類似的聚合體中顯著的區別出來。——Gumperz（1968）
無論它們之間的語言差異如何，語言群落中使用的語音變體形成一個系統，因為它們使用一組共同相關的社會規範。——Gumperz（1964）
Gumperz确立了两个组成語言群落的重要部分：成员共享的一套「语言学形式」和一组「社会规范」。Gumperz还设立了一种框架，用于描述单一语的社区如何在内部使用一个语言系统。他並說明了語言範圍的概念：群落語言系統的差異程度，使語言群落可以是多語言、雙語、多元選擇（包括社會階級分層）或同質語言。 其次，「劃分」的概念描述了不同變種在相互作用中作為離散系統彼此抵消的程度（例如：由特定社會背景所形成的雙語或多種語言變種、社區內離散社會群體所形成的變種） 或者他們是否習慣性地在互動中混合語言（例如：語碼轉換、雙語、融合語言）。

### Noam Chomsky
由於Noam Chomsky重新定義語言學的範圍，Gumperz的理論相形失色：
主要關注一個理想的、同時具備聽說能力者，在一個完全同質的語言社區中，完全的了解語言並且不受諸如記憶限制、注意力分散、注意力和興趣轉移、隨機或系統性錯誤語法等無關條件的影響，在實際表現中運用他的語言知識。——Chomsky（1965:3）

### William Labov
William Labov提出了另一个具有影响力的语言群落概念，可以視為Chomsky理論與Gumperz理論的混合體。 Labov指出：
語言群落不是通過語言元素中任何明顯的協議來定義的，而是通過參與一組共同規範來定義：這些規範可以在公開的行為中被觀察到，並且通過抽象變異模式的一致性來觀察，在特定的使用水平方面上具有不變性。——Labov（1972:120–1）
與Gumperz相同，Labov的表述強調語言群落的區別更多來自於共享規範而非共享語言形式。但是像Chomsky一樣，Labov也在一個語言群落中看到了內部正式區分的語言變體，它們是同質、不變和統一的。這個理論很好的適用在Labov的目的：表明非洲裔美國人的白話英語（African American Vernacular English，AAVE）不能被視為一種結構退化的英語形式，而是一種具有其特定結構、且明確定義的語言代碼。

## 批评
可能由於Labov和Chomsky對語言群落的理解在語言學中產生相當廣泛的影響而產生了相當大的解釋力。但這些模型的一些問題逐漸顯現出來。
首先，Labov和Chomsky模型中固有的同質性假設越來越站不住腳。在非洲裔美國人中，先前被Labov認為、由AAEV所共同規範的語言群落被證明是一種幻覺，因为使用AAEV的不同群體所進行的發言顯示出他們具有意识形态的分歧並引起了公众的關注。
其次，由於語言群落的概念被擴展到更大尺度的集合體，Gumperz的理論也不再被提起。
第三，Labov和Chomsky的模型清楚地表明：個人內部的變異相當常見。通常是對特定語音環境的選擇，促進了語言變體的選擇。
由於許多矛盾，出現了批評「語言群落」這種概念的力量。有一部分學者建議完全放棄這一個概念，並使用「特定群體參與交際活動的產物」這個概念來替代。其他學者則認為語言群落是指「在特定連貫時間內的某種社會群體，其言論特徵是有意義的」的一種臨時定位型態。

## 實踐理论
實踐理論（Practice theory）由Pierre Bourdieu，Anthony Giddens和Michel de Certeau等社會思想家發展，Jean Lave和Etienne Wenger又提出了實踐社群的概念，並被William Hanks和Penelope Eckert等語言學家應用於語言群落的研究。
Eckert的目標是社會語言學變異，但不包括任何社會變量（例如階級、性別、地區）。她建立了一個模型，能夠找到對個人群體顯示重大問題的變量。對於Eckert來說，群落的關鍵定義特徵必須通過時間來持續理解。Hanks的語言群落概念與Eckert和Gumperz的概念不同，它研究了共享語言意義的實踐產物，Hanks研究語言實踐如何與通過共享實踐產生相關聯的多樣性。